# 拉尚珀努瓦斯
拉尚珀努瓦斯（法語：La Champenoise，法語發音：[la ʃɑ̃pnwaz]）是法国安德尔省的一个市镇，位于该省东北部，属于伊苏丹区。

## 地理
拉尚珀努瓦斯（46°56'24"N, 1°48'6"E）面积44.34 平方千米，位于法国中央-卢瓦尔河谷大区安德尔省，该省份为法国中部省份，北起卢瓦-谢尔省，西北接安德尔-卢瓦尔省，西南接维埃纳省，南至克勒兹省和上维埃纳省，东临谢尔省。
与拉尚珀努瓦斯接壤的市镇（或旧市镇、城区）包括：布里永、库万、利涅、梅内特雷奥勒-苏瓦唐、蒙捷绍姆、讷维帕尤、圣瓦朗坦。

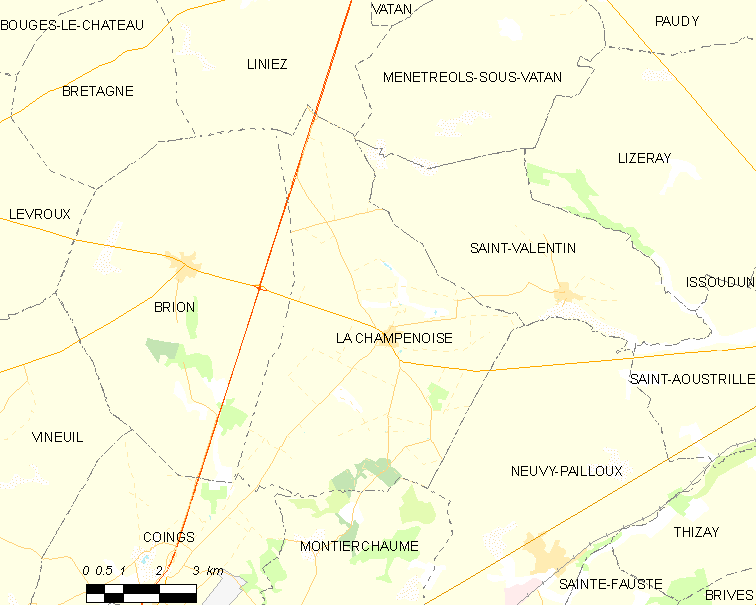
拉尚珀努瓦斯的OSM定位图

拉尚珀努瓦斯的时区为UTC+01:00、UTC+02:00（夏令时）。

## 行政
拉尚珀努瓦斯的邮政编码为36100，INSEE市镇编码为36037。

## 政治
拉尚珀努瓦斯所属的省级选区为勒夫鲁县。

## 人口

1962-2008年间拉尚珀努瓦斯人口变化图示

拉尚珀努瓦斯于2022年1月1日时的人口数量为305人。